# Österrike-Ungerns herrlandslag i bandy
Österrike-Ungerns herrlandslag i bandy representerade Österrike-Ungern i bandy på herrsidan. Man deltog i Europamästerskapet i bandy 1913.
Av de två nationerna är det idag bara Ungern som fortfarande utövar bandy. I Österrike levde sporten kvar en bit in på 1920-talet.